# 酒田南高等學校
酒田南高等學校是位於日本山形縣酒田市濱田地區的私立高等學校。
其棒球部自1990年代起成為是山形縣內的常勝軍，至今代表山形縣參加全國高等學校棒球錦標賽已累積超過十次。

## 歷史
學校的前身包括成立於1923年的「齋藤裁縫塾」及成立於1961年的「酒田南高等學校」。
齋藤裁縫塾在1943年成為正式學校後更名為「酒田家政女學校」，1947年再更名為「酒田天真女學校」。1948年配合日本的學制改革再更名為「天真高等學校」，此後在1951年、1958年又先後更名為「酒田家政高等學校」、「酒田女子高等學校」，最終在1976年更名為「天真學園高等學校」，並開始招收男性學生，成為男女混合教育學校。
2018年，經營學校的學校法人天真林昌學園將旗下的「酒田南高等學校」及「天真學園高等學校」整併，合併後的新學校繼續採用「酒田南高等學校」之名。